# Atman
Atman bzw. Atma (Sanskrit, n., आत्मन्, ātman, Pali: atta, ursprünglich: „Lebenshauch, Atem“) ist ein Begriff aus der indischen Philosophie. Er bezeichnet das (absolute) Selbst, die unzerstörbare, ewige Essenz des Geistes, und wird häufig als „Seele“ übersetzt.
Im hinduistischen Konzept wird „Jiva“ (Sanskrit जीव jīva m.: „Leben, Lebewesen, Seele“), der Träger der individuellen Persönlichkeit, ein feinstofflicher, unsichtbarer Leib, der der Wiedergeburt unterliegt, vom Atman unterschieden. Der Atman seinerseits, von Jiva umhüllt und darum nicht erkennbar, ist unveränderlich und ewig. Er ist die unsterbliche, immaterielle Seele und muss nicht befreit werden, sondern ist ewig frei. In der Erlösung vereinigt sich Atman mit Brahman, dem Absoluten Höchsten, dem alles zugrunde liegt.
Gemäß dem buddhistischen Konzept des Anatta gibt es kein Atman. Diese komplett gegensätzlichen Überzeugungen in Bezug auf Atman werden häufig als einer der zentralsten Unterschiede zwischen den beiden Religionen Hinduismus und Buddhismus eingeordnet.

## Advaita-Vedanta
Nach Auffassung der Advaita-Vedanta-Philosophie ist Atman identisch mit dem absoluten Selbst (Brahman). Dies sei das wahre Selbst, das bei allen Wahrnehmungen, Gedanken und Gefühlen unverändert bleibe. Da Atman und Brahman nicht als zwei, sondern als ein einziges Prinzip betrachtet werden, ist Advaita-Vedanta eine monistische Philosophie.

## Upanishaden
Im Zeitalter der Upanishaden (750–500 v. Chr.) werden die Weltenseele Brahman und das Selbst, Atman, als Wesenseinheit begriffen, die das wahre Wesen der Welt repräsentiert. Dieses Eine werde im Kosmos als Brahman, im Einzelnen als Atman erkennbar. Als Ziel des Lebens gilt es hier, die Einheit von Atman und Brahman zu erkennen. Atman sei ständig existent und nie von der kosmischen Kraft, dem Brahman, getrennt, es verändere sich nicht. Die indogermanische Sprachwurzel von Atman ist im deutschen Wort „Atem“ wiedererkennbar (von ēt-men, siehe auch  altenglisch æthm).

## Vishnuiten
Während Anhänger des Advaita Vedanta den Atman als identisch mit der Weltseele sehen, frei von allen  Attributen, sehen andere, wie etwa Anhänger des Dvaita Vedanta, zu denen insbesondere viele Vishnuiten gehören (die Gott als Vishnu verehren), den Atman mit transzendenten Eigenschaften. Rupa Goswami, ein Schüler des wichtigen vishnuitischen Philosophen Chaitanya, beschrieb diese ausführlich in seinem Werk Bhakti-rasamrita-sindhu: Demnach besitzt  der Atman sat, Sein, ewige Identität, er ist erfüllt von Bewusstheit, Wissen, cit, sowie ananda, Glückseligkeit. In Vaikuntha, der spirituellen Welt, hat er eine ewige spirituelle Form, rupa. Die Gestalt des Atman ähnelt nach dieser Auffassung der männlichen Gestalt Gottes oder Gottes Liebeskraft in weiblichen Formen wie etwa der  von Radha, Sita oder Lakshmi. Hierbei handelt es sich um eine monotheistische Sicht.

## Aspekte der Atman-Lehre im Buddhismus
Volker Zotz zufolge war Siddhartha Gautama, genannt Buddha, ursprünglich ebenfalls von der Existenz des Atman überzeugt und versuchte dieses auf dem Wege besonders harter asketischer Praktiken aufzufinden. Im Laufe dieser Versuche sei er schließlich zur Überzeugung gekommen, dass ein solcher unzerstörbarer, ewiger Kern der Persönlichkeit nicht existiere. In dieser Erkenntnis habe er den Schlüssel zur Erlösung gesehen. Die Subjekthaftigkeit des Menschen sei nach Gautama Buddha letztendlich eine Täuschung. Die von ihm begründete Weltanschauung, die später die Bezeichnung Buddhismus erhielt, habe ihr Gründer mithin „Anatmanvada“ (etwa: Nicht-Atman-Lehre). genannt.

„Bhikkhus, das sind diese zwei Ansichten: die Ansicht des Seins, und die Ansicht des Nichtseins. Alle Einsiedler oder Brahmanen, die sich auf die Ansicht des Seins beziehen, die Ansicht des Seins übernehmen, die Ansicht des Seins akzeptieren, widerstreiten der Ansicht des Nichtseins. Alle Einsiedler oder Brahmanen, die sich auf die Ansicht des Nichtseins beziehen, die Ansicht des Nichtseins übernehmen, die Ansicht des Nichtseins akzeptieren, widerstreiten der Ansicht des Seins.“

In den Mahayana-Schriften der „Tathagatagarbha“-Sutras allerdings unterscheidet sich das Verständnis des „Nicht-Selbsts“ von solchen Interpretationen und ist daher bemerkenswert: Die Lehre, die in diesen Texten des Buddha präsentiert wird, stellt klar, dass es nur die vergänglichen Elemente (Skandhas) eines empfindenden Wesens sind, welche das „Nicht-Selbst“ („Anatman“) darstellen, während die tatsächliche Realität, die innewohnende Essenz (Svabhava) des Wesens nicht weniger ist als das Buddha-Prinzip („Buddha-dhatu“ – „Buddha-Prinzip“ oder „Buddhanatur“): selbst, rein und todlos. Im „Mahayana Mahaparinirvana Sutra“ wird dieses innewohnende, unsterbliche Buddha-Element als das „wahre Selbst“ bezeichnet. Es wird nicht durch die Wiedergeburt beeinflusst, ist immer vollkommen makellos, strahlend rein und wartet auf die Entdeckung in den Tiefen des verunreinigten Alltagsbewusstseins eines jeden Wesens. Im „Tathagatagarbha Sutra“ erklärt der Buddha, dass er mit seinem Buddha-Auge dieses verborgene Buddha-Juwel in jedem Wesen sehen kann.

„Verborgen in den Klesas (mentalen Verunreinigungen) von Gier, Hass und Verblendung sitzt erhaben und unbeweglich die Weisheit des Tathagatas (des Buddha), die Wahrnehmung des Tathagatas und der Körper des Tathagatas […]“

Alle Wesen,

„obwohl in ihnen alle Formen der geistigen Verunreinigungen gefunden werden können, haben ein Tathagatagarbha (eine Buddha-Essenz), welches für alle Zeiten vollkommen rein ist, und das gesättigt ist mit Tugenden, welche sich nicht von meinen Tugenden unterscheiden.“